# گونه‌های بیکینی

میشلین برناردینی در حال مدلینگ بیکینی رآر در پی‌سین مولیتور، ۵ ژولای ۱۹۴۶. طرح رآر چنان کوچک بود که می‌شد آن را در یک جعبهٔ 5 by 5 by 5 cm، مشابه جعبه‌ای که برناردینی در تصویر در دست دارد، جا داد.

گونه‌های متنوعی از بیکینی در بازار هست که برخی از آنان عبارتند از: بیکینی بندی، مونوکینی‌ها (بدون بالاتنه یا بالاتنه و پایین‌تنه متصل)، تریکینی‌ها (لباس شنای سه‌تکه، تانکینی‌ها (زیرپوش رکابی، شورت بیکینی)، کم‌کینی‌ها (زیرپوش زنانه، شورت بیکینی)، باندوکینی (بالاتنهٔ باندو‌شکل شورت بیکینی)، اسکرتینی (بالاتنهٔ بیکینی، پایین‌تنه دامن کوتاه)، «بیکینی مادربزرگانه» (بالاتنهٔ بیکینی، پایین‌تنهٔ بوی‌لگ)، هیکینی‌ها (یا هیپی‌کینی)، سیکینی (شفاف)، مینی‌کینی‌ها، میکروکینی‌ها، مینی‌می‌ها، اسلینگ‌شات‌ها (یا بیکینی معلق)، پایین‌تنهٔ شورت بندی، تای‌سایدها (نوعی بیکینی بندی) و تیردراپ‌ها.

## گونه‌ها

### باندوکینی

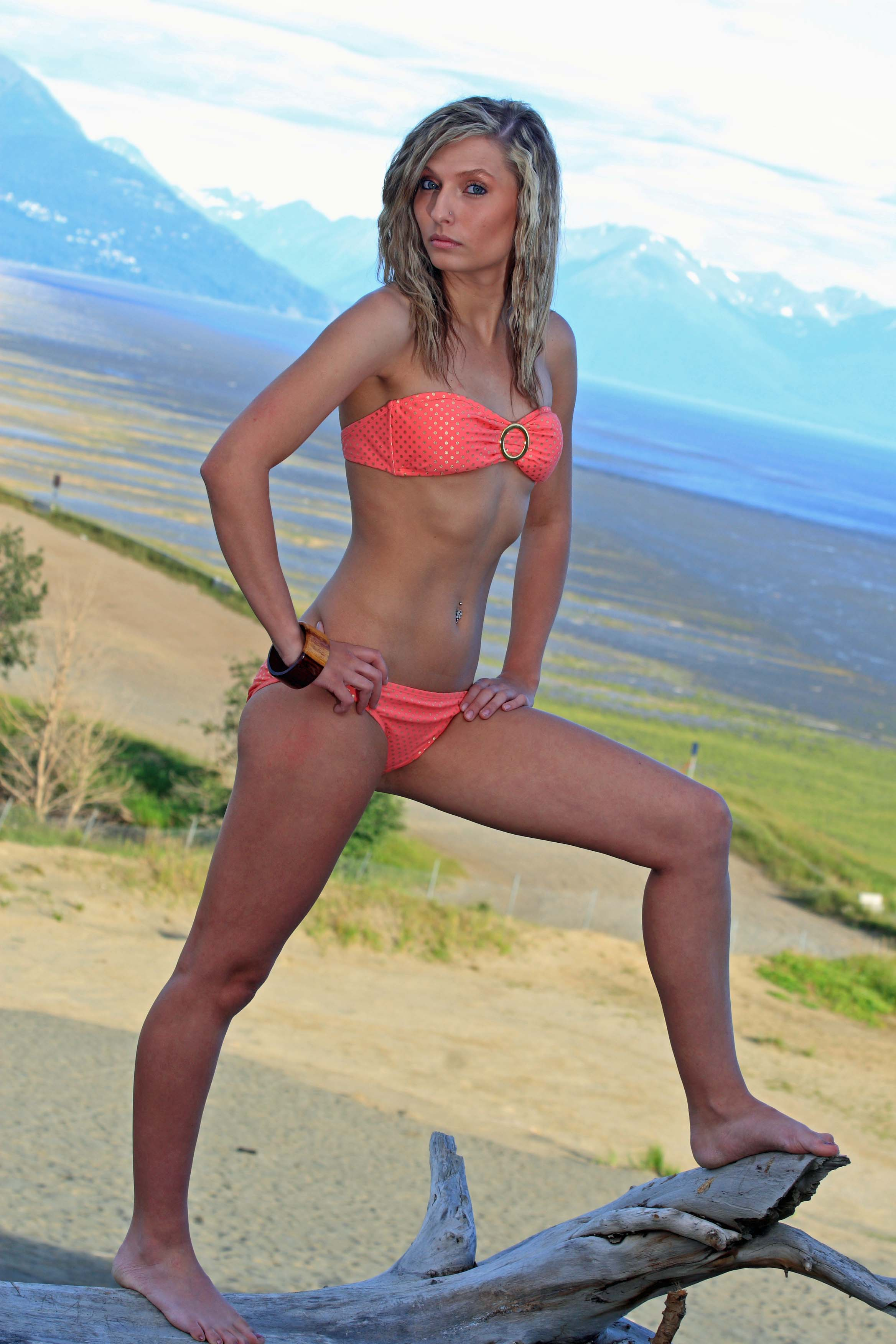
باندوکینی

باندوکینی (یا باندینی) لباس شنایی است که بالاتنهٔ آن باندو (سوتینی بدون بند سر شانه) است که ممکن است با هر گونه پایین‌تنه‌ای پوشیده شود.
باندوکینی کهن‌ترین گونهٔ لباس شنای دوتکه است و سابقهٔ آن به قرن چهارم میلادی می‌رسد.
پس از معرفی دوباره به بازار، محبوبیت آن در میان زنان جوان به سرعت گسترش یافت
و بخشی از بازار فروش تانکینی را به خود اختصاص داد.

### میکروکینی

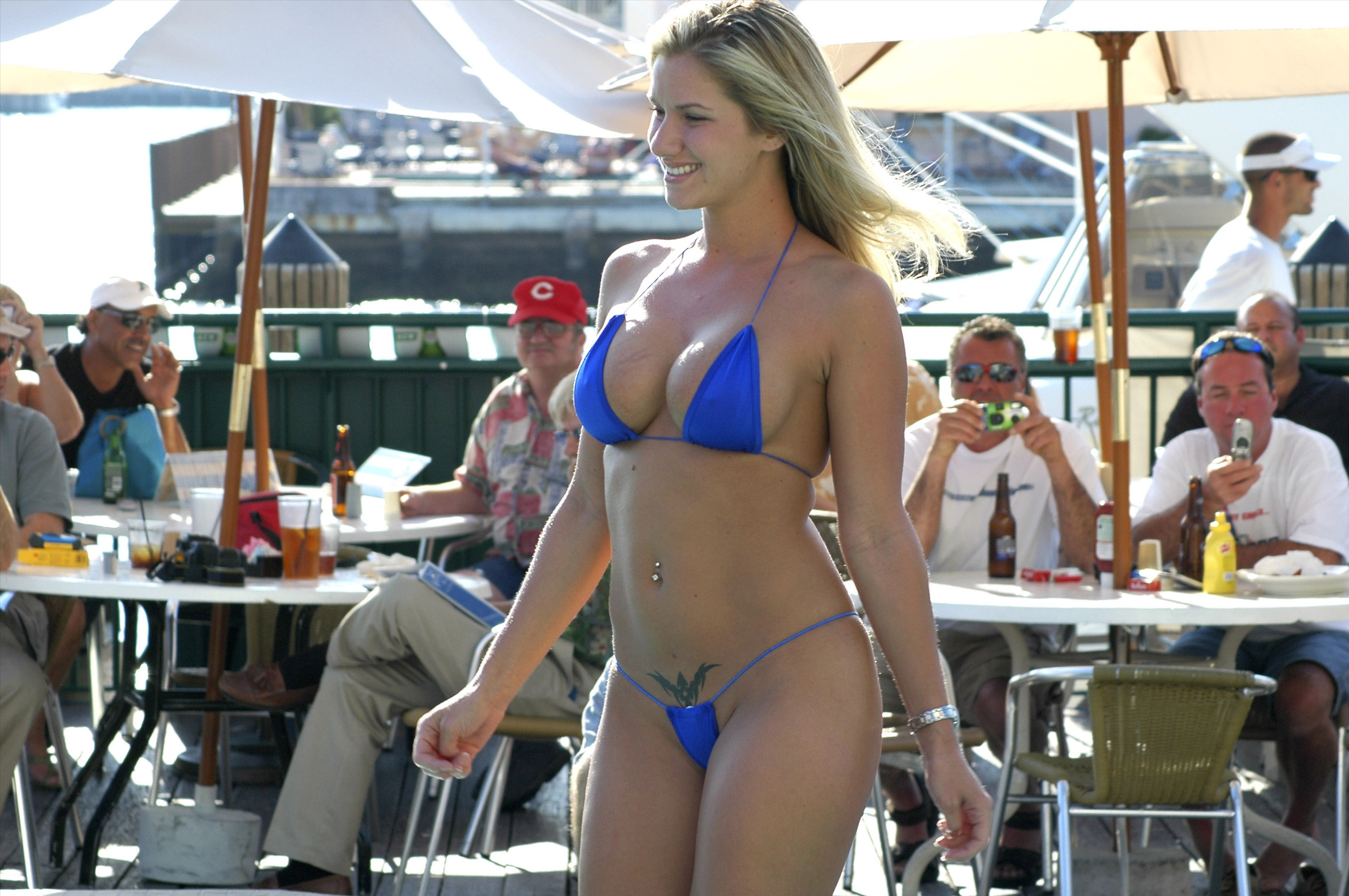
میکروکینی

خانوادهٔ میکروکینی، که شامل اعضایی چون مینی‌کینی، مینی‌مینی و تیردراپ هم می‌شود، گونه‌ای به شدت اجمالی از بیکینی‌هاست.
در طرح میکروکینی تنها به قدری پارچه استفاده می‌شود که اندام‌های جنسی و (در طرح‌های زنانه) نوک پستان پوشیده شود. میکروکینی‌ها بندهایی متصل به پارچه دارند تا آن را در جای خود نگه دارند، و در برخی گونه‌ها به جای بند از چسب یا سیم استفاده می‌شود. میکروکینی در لبهٔ تیغ حقوقی و عرف اجتماعی قرار دارد و جایگاهی بین برهنه‌گرایی و لباس شنای مرسوم را به خود اختصاص می‌دهد.

### مونوکینی

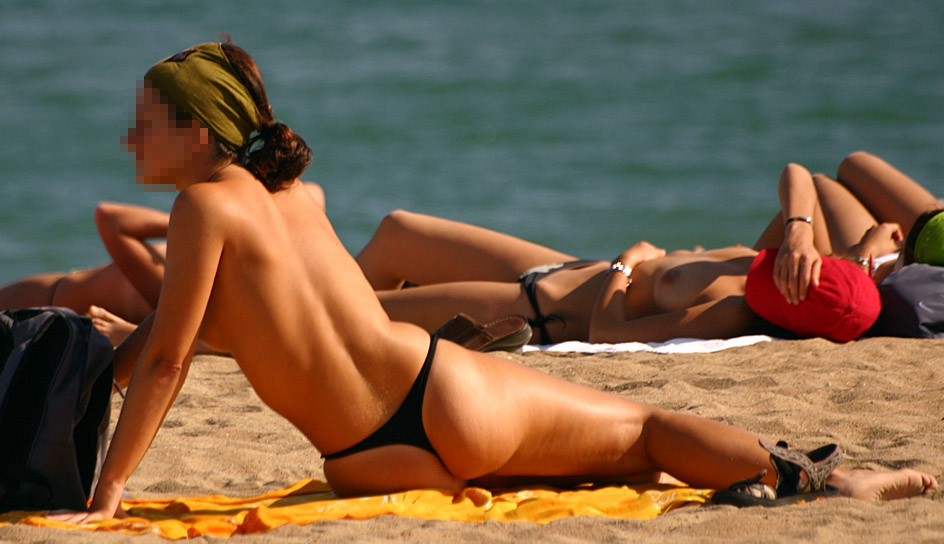
مونوکینی

مونوکینی (همچنین لباس شنای بدون بالاتنه، یونیکینی یا نوموکینی) لباس شنای یک‌تکه‌ای است که تنها شامل پایین‌تنهٔ بیکینی می‌شود.
عنوان مونوکینی، که در ابتدا تنها به طرح مفهومی رودی گرنریچ در ۱۹۶۴ گفته می‌شد، امروزه به هر لباس شنای بدون بالاتنه
و خصوصاً پایین‌تنهٔ بیکینی تنها گفته می‌شود.
گرنریچ در ۱۹۸۵ نیز گونهٔ مفرطی از مونوکینی، موسوم به پیوبی‌کینی (که مشابه شورت بندی ناحیهٔ استخوان شرمگاهی را برهنه می‌گذارد) طراحی کرده بود.

### اسکرتینی

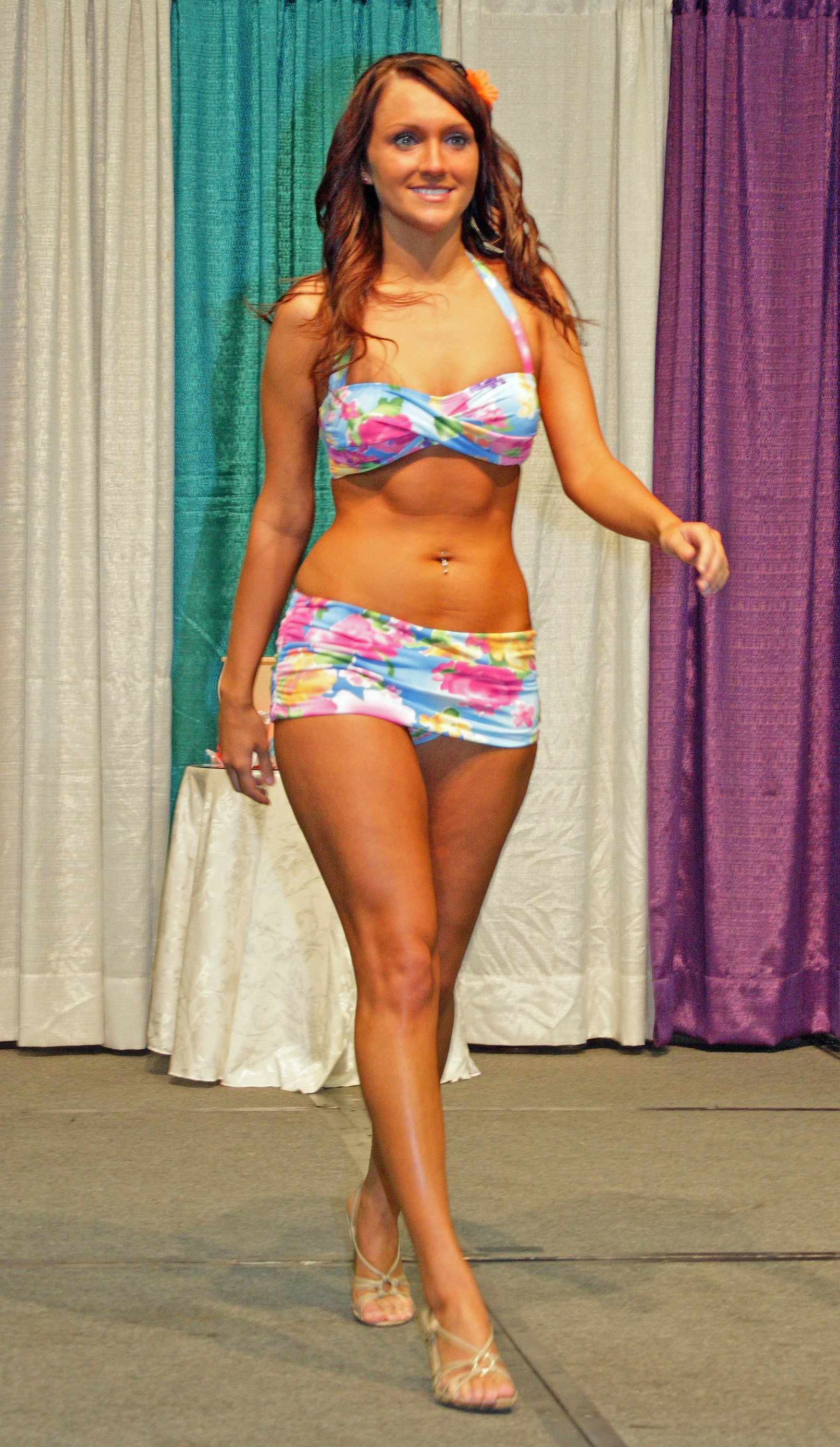
اسکرتینی

اسکرتینی لباس شنایی است که بالاتنهٔ آن بالاتنهٔ بیکینی و پایین‌تنه‌اش دامنی کوچک است و از بیکینی پوشیدگی بیشتری دارد.
لباس شناهای دوتکه دامن‌دار قبل از جنگ جهانی دوم و جیره‌بندی پارچه در آمریکا محبوب بودند.

### بیکینی اسلینگ

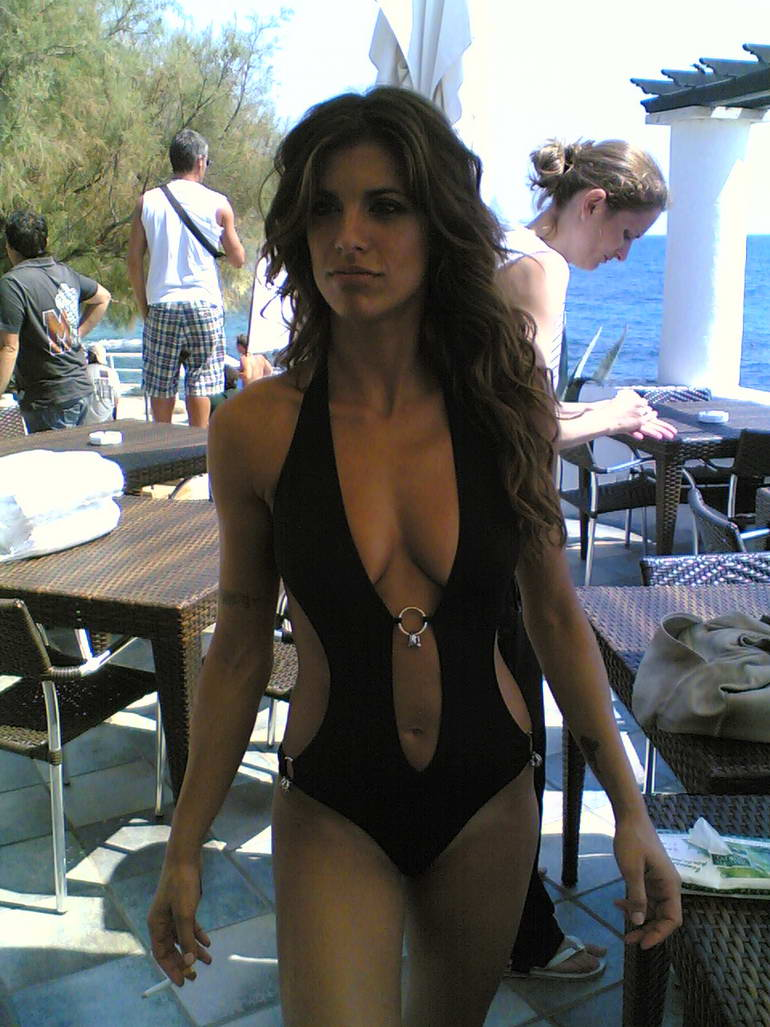
بیکینی اسلینگ

بیکینی اسلینگ (همچنین اسلینگ‌کینی، وان‌پیس‌کینی یا لباس شنای اسلینگ) لباس شنایی است پیوسته و عملاً یک‌تکه که تداعی‌گر یک پایین‌تنه بیکینی است که نوارهایی در طرفین آن به بالا کشیده شده‌اند تا پستان‌ها را بپوشانند و سر شانه بروند یا به دور گردن بسته شوند و نوارهای دیگری در میان‌تنه آن را در جای خود نگه داشته‌اند.
لباس‌های شنای اسلینگ در اوایل دههٔ ۱۹۹۰ پدید آمدند.
طرح مردانهٔ این لباس شنا موسوم به منکینی پس از پوشیدن آن توسط ساشا بارون کوهن در فیلم بورات محبوبیت یافت.

### بیکینی بندی

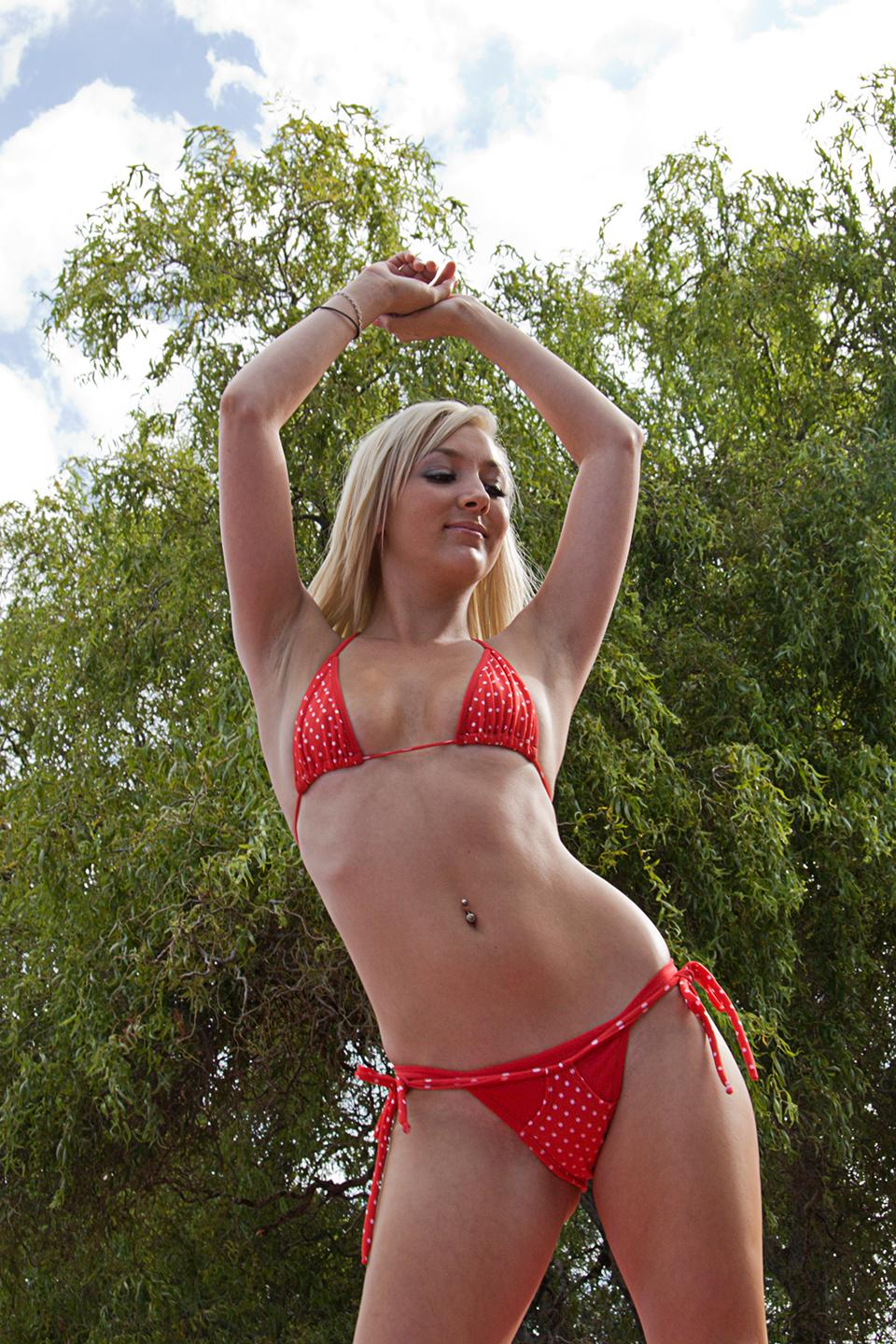
بیکینی بندی

بیکینی بندی (یا تای‌ساید) شامل دو تکهٔ مثلثی است که در کشاله ران به هم متصلند ولی در طرفین از هم جدا و با «بند»ی نازک که دور کمر گره می‌خورد به هم متصل می‌شوند. ساختار این بیکینی قسمت بالای ران را برهنه می‌گذارد.
نخستین نمایش رسمی بیکینی بندی را گلن توروریچ، که یک کارگزار روابط عمومی بود، و همسرش برندی پره-دوژانِ مانکن در ۱۹۷۴ در مراسم افتتاحیهٔ یک مرکز خرید در نیواورلئان انجام دادند. بیکینی‌های بندی از محبوب‌ترین گونه‌های بیکینی در جهان هستند.

### تانکینی

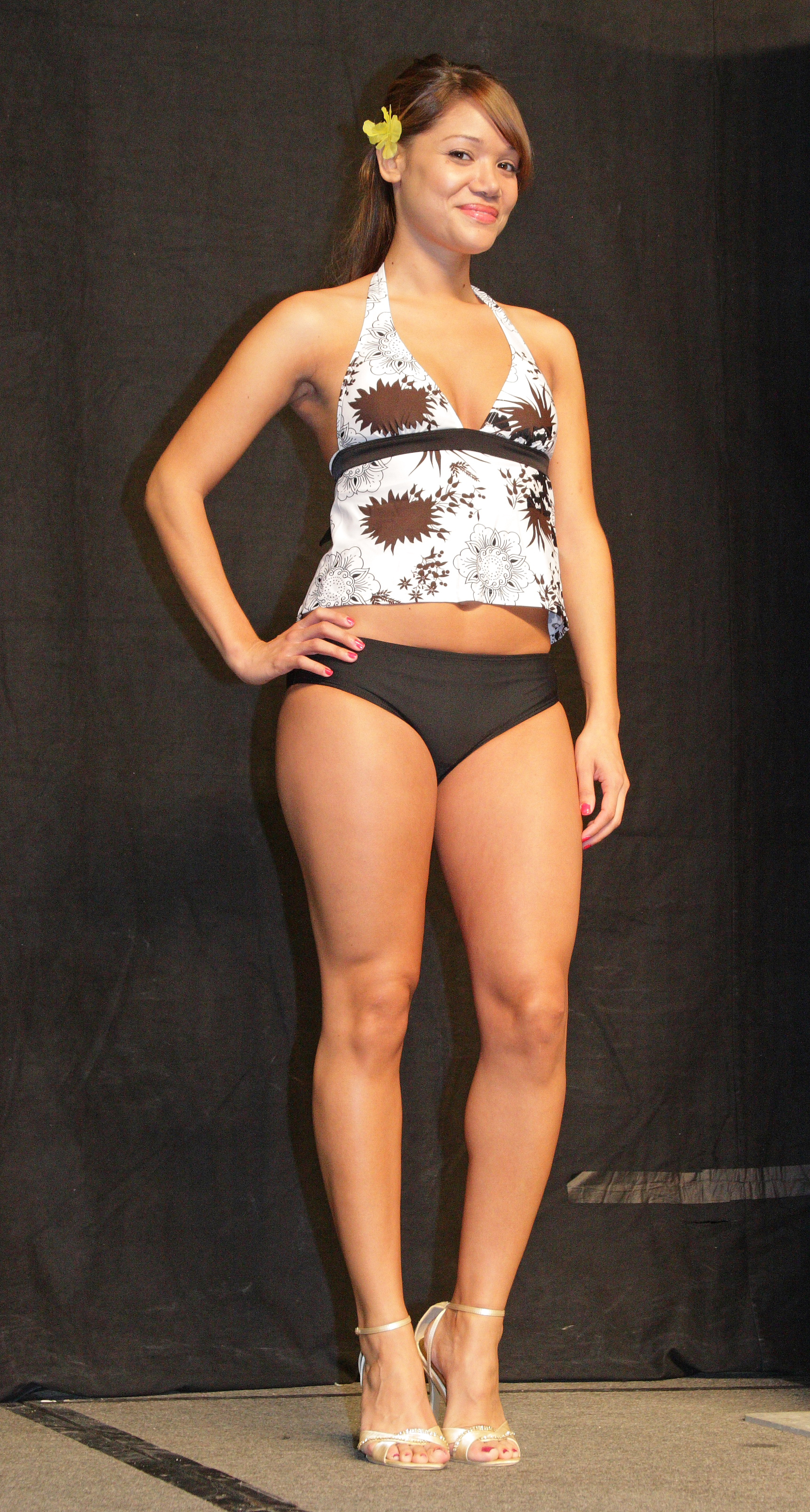
تانکینی

تانکینی لباس شنایی است که بالاتنهٔ آن زیرپوش رکابی و پایین‌تنهٔ آن شورت بیکینی باشد.
جنس تانکینی ممکن است اسپندکس و پنبه یا اسپندکس و نایلون باشد
این مدل را ان کول در سال ۱۹۹۸ به بازار معرفی کرد.
در گونه‌ای از تانکینی موسوم به کمکینی به جای زیرپوش رکابی از تاپ‌هایی با بند رشته‌ای استفاده می‌شود.

### تریکینی

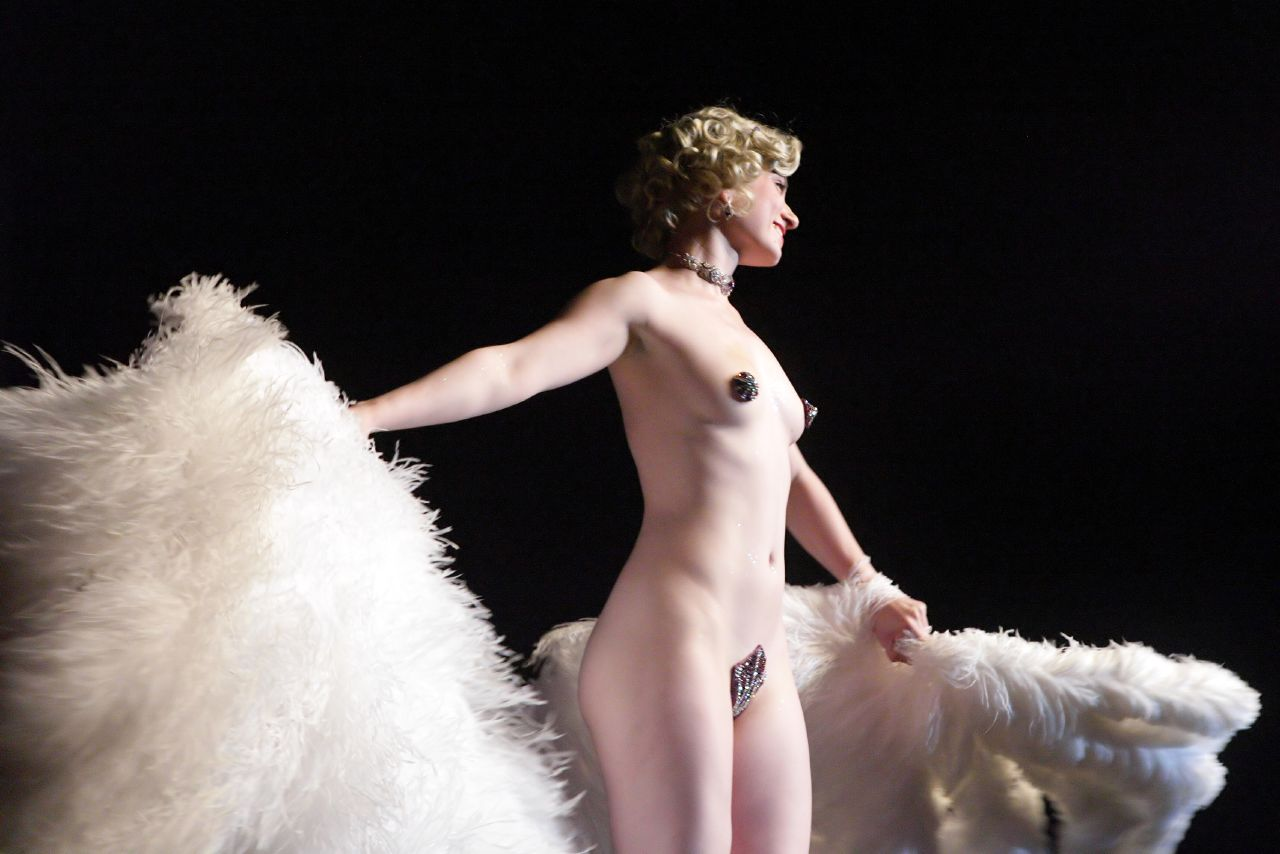
ترینکینی

تریکینی ابتدا برای مدت کوتاهی در ۱۹۶۷ پدید آمد و از آن با عنوان «یک دستمال و دو تا پیالهٔ کوچک» یاد شد،
در دههٔ ۱۹۹۰ به شکل پایین‌تنهٔ بیکینی با سوتینی شامل دو تکهٔ مثلثی پوشیده می‌شد،
و بعدها در دههٔ اول قرن بیست یکم به عنوان لباس شنایی سه‌تکه دوباره به بازار معرفی شد.
بالاتنهٔ تریکینی عملاً دو قطعهٔ مجزا است
و نام آن با جایگزینی پیشوند «تریـ» (به معنای سه) به جای پیشوند «بیـ» (به معنای دو) در واژهٔ بیکینی شکل گرفته‌است.
گونه‌ای تریکینی موسوم به بیکینی بدون بند
نیز معمولاً ترکیب دو چسب نوک پستان و یک شورت بندی همرنگ است.

## جنس
در تولید بیکینی می‌توان از مواد پوشاکی متنوعی استفاده کرد و این مواد عنصری مهم در طرح بیکینی هستند.
بیکینی‌های مدرن در ابتدا از پنبه و ژرسه تولید می‌شدند. با معرفی لاکرا (اسپندکس) به بازار از سوی داو دوپون در دههٔ ۱۹۶۰ انقلابی در نحوهٔ طراحی و پوشیدن بیکینی پدید آمد
و از اوایل دههٔ ۱۹۷۰ نیز بیکینی‌هایی با پارچه‌های جایگزین مثل مخمل، چرم، و قلاب‌دوزی تولید شدند.
برای راضی کردن سلایق متنوع، امروزه در طراحی برخی بیکینی‌ها از زیورآلات فلزی و سنگی استفاده می‌شود. همچنین برای پاسخ به میزان بالای تقاضا، برخی تولیدکنندگان خدمات تولید هنگام درخواستی را عرضه می‌کنند که می‌تواند بیکینی درخواستی را در هفت دقیقه آماده سازد.
گران‌قیمت‌ترین بیکینی جهان را سوزان روزن در فوریه ۲۰۰۶ طراحی کرد. در این بیکینی ۱۵۰ قیراط (۳۰ گرم) الماس استفاده شده‌است و قیمت آن ۲۰ میلیون دلار تخمین زده می‌شود.